# Zīārū
Zīārū (persiska: زيارود, Zīārūd, زيارو) är en ort i Iran.   Den ligger i provinsen Mazandaran, i den norra delen av landet, 120 km nordost om huvudstaden Teheran. Zīārū ligger 260 meter över havet och antalet invånare är 154.
Terrängen runt Zīārū är kuperad söderut, men norrut är den platt. Runt Zīārū är det ganska tätbefolkat, med 149 invånare per kvadratkilometer. Närmaste större samhälle är Āmol, 8,5 km norr om Zīārū. I omgivningarna runt Zīārū växer i huvudsak blandskog.